# Kostel svatého Ondřeje a svatého Bartoloměje
Římskokatolický kostel svatého Ondřeje a svatého Bartoloměje (italsky Chiesa dei Santi Andrea e Bartolomeo) se nachází v římské čtvrti Monti na Via Santo Stefano Rotondo.

## Historie
Má pradávný původ, jeho historie je spjata s dnešní Nemocnicí Utrpení svatého Jana. Původní kostel byl postaven na otcovském domě papeže Honoria I., spolu s klášterem, jak bylo připomenuto v životopise papeže Hadriána I. „monasterium ss. Andreae et Bartholomaei, quod appellatur Honorii papae“. Později v průběhu 14. století byl zcela obnoven a za pontifikátu papeže Urbana VIII. byl přestavěn Giacomem Molou. V 18. století byla dokončena jeho fasáda.
Má téměř trojúhelníkový tvar, jeden oltář a fresku byzantského stylu, která patřila do kaple zasvěcené Svaté Marii císařovně. Kaple je nyní zničena.